# Pollestres
Pollestres er en by og kommune i departementet Pyrénées-Orientales i Sydfrankrig.

## Geografi
Kommunen ligger 6 km syd for Perpignan centrum.

## Demografi

### Udvikling i folketal
| 1962                                                              | 1968  | 1975  | 1982  | 1990  | 1999  | 2007  | 2011  | 2017  |
| ----------------------------------------------------------------- | ----- | ----- | ----- | ----- | ----- | ----- | ----- | ----- |
| 859                                                               | 1.006 | 1.450 | 2.433 | 3.019 | 3.623 | 3.904 | 4.565 | 4.887 |
| Tal fra og med 1962 er uden dobbelttælling (sans doubles comptes) |       |       |       |       |       |       |       |       |